# Kasai Allstars
 (octobre 2017).
Si vous disposez d'ouvrages ou d'articles de référence ou si vous connaissez des sites web de qualité traitant du thème abordé ici, merci de compléter l'article en donnant les références utiles à sa vérifiabilité et en les liant à la section « Notes et références ».
Groupe "tradi-moderne" congolais pratiquant (à l'instar de Konono N°1) de la musique traditionnelle amplifiée par leurs soins, Kasai Allstars est un collectif regroupant environ 25 musiciens provenant de cinq groupes, tous originaires du Kasaï, mais issus de cinq ethnies différentes, dont chacune possède sa propre culture, sa propre langue et ses propres traditions musicales, considérées comme incompatibles jusqu'à ce que ces artistes décident d'unir leurs forces.

## Historique
Le groupe s'inspire en droite ligne des musiques rituelles et festives pratiquées avant l'arrivée des Européens, et combattues successivement par les autorités coloniales, par les missionnaires qui les accompagnaient et, plus récemment, par les églises évangéliques congolaises, dont l'influence va croissant. Considérées comme sataniques, les danses (à caractère souvent érotique) et les cérémonies de transe "païennes" furent graduellement interdites. Les instruments mêmes furent bannis de la vie quotidienne.
Mélange inédit à base d'instruments acoustiques, guitares électriques, pianos à pouce au son saturé et voix renversantes, la musique du groupe est à la fois très brute et très sophistiquée, riche en textures et en polyrythmes. Kasaï Allstars se rapproche de l'idée qu'on pourrait se faire d'un groupe de rock "originel" et futuriste ("C'est le rock qui retourne au continent de sa naissance, pour y connaître une résurrection glorieuse", comme l'écrit magazine le anglais The Word).
Afin de créer un répertoire commun, les membres du groupe sont fréquemment conduits à s’écarter des orchestrations traditionnelles en faisant jouer à certains instruments des rôles inédits. Ce processus apporte une dimension novatrice au projet, de même que l'utilisation très particulière de l'amplification bricolée, ainsi que l'interaction du groupe avec les techniques de production occidentales (par le biais de leur collaboration avec Vincent Kenis, le réalisateur de la série Congotronics et des albums de Konono N°1), qui a enregistré et produit l'album In the 7th moon, the chief turned into a swimming fish and ate the head of his enemy by magic (à la 7e lune, le chef se transforma en poisson et mangea la tête de son ennemi par la magie, paru en 2008 chez Crammed Discs).
La présence de nombreux solistes au sein du même groupe est l'un des atouts de Kasai Allstars. L'album précité met en valeur pas moins de six chanteurs solistes, dotés chacun d'un style qui lui est propre: Mi Amor, Muambuyi, Tandjolo, Mbuyamba & Kabongo (tous deux également virtuoses du likembé électrique basse) et la regrettée Mpanya. Les instrumentistes principaux comprennent Tshilumba & Didi (xylophones), Mopero & Niaw (guitares électrique), Kalenga (likembé soliste) Bondis (percussion, chant) et Tshimanga (tambour à résonateur, chant).
La plupart des groupes qui se sont réunis pour former Kasai Allstars poursuivent également leur carrière individuelle, notamment Basokin et Masanka Sankayi, qui figurent aux côtés de Kasai Allstars et de quatre autres groupes dans l'album Congotronics 2.
Kasai Allstars se sont produits en Europe en 2007 (concerts au Musée du Quai Branly à Paris, au Womex, à Bruxelles, Berlin etc), et y reviennent en 2009 puis en 2015 (concerts à Glastonbury, Roskilde, North Sea Jazz, Fondation Cartier etc).
L'album In The 7th Moon… figure dans de nombreuses listes de disques de l'année 2008, particulièrement aux États-Unis et en Grande-Bretagne, où le groupe est très apprécié des médias et publics rock. L'album est classé 33e "Best Album Of 2008" (tous genres confondus) dans le magazine anglais Mojo,figure dans le top 50 de The Observer, The Wire et Uncut, est sacré meilleur album de musique africaine par NPR (la National Public Radio aux États-Unis), 11e album World/Jazz/Chanson dans Les Inrockuptibles etc.
En 2010, Crammed Discs produit un album en hommage à la musique de Kasai Allstars et Konono N°1 : Tradi-Mods Vs. Rockers, un double CD contenant des reprises, relectures et pièces inspirées par la musique des groupes dits Congotronics, réalisées par 26 artistes indie-rock et électro, dont notamment Deerhoof, Animal Collective, Andrew Bird, Juana Molina, Shackleton, Megafaun, Aksak Maboul, Mark Ernestus etc.
En 2011, Kasai Allstars participe au projet Congotronics vs Rockers, un "supergroupe" comprenant dix musiciens congolais et 10 musiciens indie rock (dont des membres de Kasai Allstars, Konono N°1, Deerhoof, Wildbirds & Peacedrums, Skeletons, ainsi que Juana Molina et Vincent Kenis), qui ont collaboré à la création d'un répertoire commun, et se sont produits dans une quinzaine de grands festivals et salles de concert, dans dix pays,,,,.
Le deuxième album du groupe, Beware The Fetish, paraît en 2014. Il s'agit d'un double CD contenant plus de 100 minutes de musique. Réalisé par Vincent Kenis, l'album figure parmi les meilleurs albums de l'année dans les listes publiées par des magazine musicaux tels que Mojo, Q, Uncut etc.
En 2017 paraît l'album Around Félicité, qui regroupe des morceaux enregistrés par Kasai Allstars pour et autour du film Félicité d'Alain Gomis, dans lequel le groupe joue son propre rôle, tandis que sa chanteuse Muambuyi prête sa voix au personnage principal du film, Félicité, une femme libre et fière qui se lance dans une course effrénée à travers les rues d'un Kinshasa électrique pour sauver son fils, et dont le métier est chanteuse de Kasai Allstars ,,. Le film a obtenu l'Ours d'Argent Grand Prix du Jury à la Berlinale 2017, et l'Etalon d'Or à la FESPACO (Festival du Film Panafricain).

## Discographie
- Congotronics 2: album multi-artistes, comprenant des titres et des vidéos de Kasai Allstars, de ses composantes Basokin et Masanka Sankayi, de Konono no 1, Bolia We Ndenge, Sobanza Mimanisa, Kisanzi Congo et Tulu. (2005, Crammed Discs).
- Tshileja: titre inédit figurant dans la compilation 20 Ways To Float Through Walls (2007, Crammed Discs.
- In the 7th moon, the chief turned into a swimming fish and ate the head of his enemy by magic (2008, Crammed Discs)
- Tradi-Mods vs Rockers: album-hommage à Kasai Allstars et Konono N°1 (2010, Crammed Discs)
- Beware The Fetish: deuxième album de Kasai Allstars (2014, Crammed Discs).
- Around Félicité: bande originale du film, enregistrée par Kasai Allstars, plus trois morceaux interprétés par l'Orchestre symphonique kimbanguiste de Kinshasa (2017, Crammed Discs).